# Giulio Natta
Giulio Natta (født 26. februar 1903, død 2. maj 1979) var en italiensk kemiker. Han modtog nobelprisen i kemi sammen med Karl Ziegler i 1963 for deres arbejde med polymerer. Han modtog også Lomonosov Gold Medal i 1969.